# Oeuvre van Astrid Lindgren
Dit is een lijst van de werken van Astrid Lindgren.

## Romans

### Serie
| Titel (serie)                                                              | Titel (boek)                              | Oorspronkelijke titel                    | Vertaling                   | Oorspronkelijke publicatie | Nederlandse publicatie | Opmerkingen en referenties |
| -------------------------------------------------------------------------- | ----------------------------------------- | ---------------------------------------- | --------------------------- | -------------------------- | ---------------------- | -------------------------- |
| Kalle Blomkvist en de bende van de Witte Roos (Mästerdetektiven Blomkvist) | Superdetective Blomkwist                  | Mästerdetektiven Blomkvist               | A. van Overzee              | 1946                       | 1953                   |                            |
| Kalle Blomkvist en de bende van de Witte Roos (Mästerdetektiven Blomkvist) | Superdetective Blomkwist leeft gevaarlijk | Mästerdetektiven Blomkvist lever farligt | Reinolt Duerings            | 1951                       | 1986                   |                            |
| Kalle Blomkvist en de bende van de Witte Roos (Mästerdetektiven Blomkvist) | Hier spreekt Superdetective Blomkwist!    | Kalle Blomkvist och Rasmus               | Rita Törnqvist-Verschuur    | 1954                       | 1976                   |                            |
| De kinderen uit de Kabaalstraat                                            | De kinderen uit de Kabaalstraat           | Barnen på Bråkmakargatan                 | Rita Törnqvist-Verschuur    | 1956                       | 1971                   |                            |
| De kinderen uit de Kabaalstraat                                            | Lotta uit de Kabaalstraat                 | Lotta på Bråkmakargatan                  | Rita Törnqvist-Verschuur    | 1961                       | 1972                   |                            |
| Michiel van de Hazelhoeve (Emil i Lönneberga)                              | Michiel zet alles op z'n kop              | Emil i Lönneberga                        | Rita Törnqvist-Verschuur    | 1963                       | 1968                   |                            |
| Michiel van de Hazelhoeve (Emil i Lönneberga)                              | Michiel laat de poppetjes dansen          | Nya hyss av Emil i Lönneberga            | Rita Törnqvist-Verschuur    | 1966                       | 1967                   |                            |
| Michiel van de Hazelhoeve (Emil i Lönneberga)                              | Michiel zet z'n beste beentje voor        | Än lever Emil i Lönneberga               | Rita Törnqvist-Verschuur    | 1970                       | 1971                   |                            |
| Karlsson van het dak (Karlsson på taket)                                   | Erik en Karlsson van het dak              | Lillebror och Karlsson på taket          | Rita Verschuur              | 1955                       | 1959                   |                            |
| Karlsson van het dak (Karlsson på taket)                                   | Karlsson vliegt weer                      | Karlsson på taket flyger igen            | Rita Törnqvist-Verschuur    | 1962                       | 1969                   |                            |
| Karlsson van het dak (Karlsson på taket)                                   | De beste Karlsson van de wereld           | Karlsson på taket smyger igen            | Rita Törnqvist-Verschuur    | 1968                       | 1980                   |                            |
| Kati                                                                       | Kati in Amerika                           | Kati i Amerika                           | M.J. Molanus-Stramperius    | 1951                       | 1952                   |                            |
| Kati                                                                       | Kati in Italië                            | Kati på Kaptensgatan                     | T. Vos-Dahmen von Buchholz  | 1952                       | 1965                   |                            |
| Kati                                                                       |                                           | Kati i Paris                             |                             | 1953                       | 1966                   |                            |
| Madieke                                                                    | Madieke van het rode huis                 | Madicken                                 | Rita Törnqvist-Verschuur    | 1960                       | 1974                   |                            |
| Madieke                                                                    | Madieke en Liesbet                        | Madicken och Junibackens Pims            | Marijke Haagsma-Lager       | 1976                       | 1977                   |                            |
| Madieke                                                                    | Kijk, Madieke het sneeuwt!                | Titta, Madicken, det snöar!              | Rita Törnqvist-Verschuur    | 1983                       | 1984                   |                            |
| Pippi Langkous (Pippi Långstrump)                                          | Pippi Langkous                            | Pippi Långstrump                         | Lisbeth Borgesius-Wildschut | 1945                       | 1952                   |                            |
| Pippi Langkous (Pippi Långstrump)                                          | Pippi gaat aan boord                      | Pippi Långstrump går ombord              | Lisbeth Borgesius-Wildschut | 1946                       | 1952                   |                            |
| Pippi Langkous (Pippi Långstrump)                                          | Pippi Langkous in Taka-Tuka-land          | Pippi Långstrump i Söderhavet            | Saskia Ferwerda             | 1948                       | 1966                   |                            |
| Wij uit Bolderburen (Barnen i Bullerbyn)                                   | Wij uit Bolderburen                       | Alla vi barn i Bullerbyn                 | Sydia Clark                 | 1947                       | 1957                   |                            |
| Wij uit Bolderburen (Barnen i Bullerbyn)                                   | Meer over Bolderburen                     | Mera om oss barn i Bullerbyn             | Sydia Clark                 | 1952                       | 1969                   |                            |
| Wij uit Bolderburen (Barnen i Bullerbyn)                                   | Voor't laatst: Bolderburen                | Bara roligt i Bullerbyn                  | Sydia Clark                 | 1952                       | 1971                   |                            |

### Individuele romans
| Titel (boek)                | Oorspronkelijke titel    | Vertaling                | Oorspronkelijke publicatie | Nederlandse publicatie | Opmerkingen en referenties |
| --------------------------- | ------------------------ | ------------------------ | -------------------------- | ---------------------- | -------------------------- |
| De gebroeders Leeuwenhart   | Bröderna Lejonhjärta     | Rita Törnqvist-Verschuur | 1973                       | 1975                   |                            |
| Mio, mijn Mio               | Mio, min Mio             | Saskia Ferwerda          | 1954                       | 1955                   |                            |
| Ronja de roversdochter      | Ronja rövardotter        | Rita Törnqvist-Verschuur | 1981                       | 1982                   |                            |
| Samen op 't eiland Zeekraai | Vi på Saltkråkan         | Rita Törnqvist-Verschuur | 1964                       | 1965                   |                            |
| Rasmus en de degenslikker   | Rasmus, Pontus och Toker | Rita Törnqvist-Verschuur | 1957                       | 1960                   | [ 1 ]                      |
| Rasmus en de landloper      | Rasmus på luffen         | Rita Verschuur           | 1956                       | 1959                   |                            |

## Prentenboeken

### Serie
| Titel (serie)                                 | Titel (boek)                        | Oorspronkelijke titel                  | Vertaling                | Oorspronkelijke publicatie | Nederlandse publicatie | Opmerkingen en referenties   |
| --------------------------------------------- | ----------------------------------- | -------------------------------------- | ------------------------ | -------------------------- | ---------------------- | ---------------------------- |
| Children of the World                         |                                     | Eva möter Noriko-san                   |                          | 1956                       |                        |                              |
| Children of the World                         | Sia woont op de Kilimanjaro         | Sia bor på Kilimandjaro                | L.M. de Geus             | 1958                       | 1959                   |                              |
| Children of the World                         |                                     | Mina svenska kusiner                   |                          | 1959                       |                        |                              |
| Children of the World                         | Lilibet, het cirkuskind             | Lilibet, cirkusbarn                    |                          | 1960                       | 1960                   |                              |
| Children of the World                         |                                     | Marko bor i Jugoslavien                |                          | 1962                       |                        |                              |
| Children of the World                         |                                     | Jackie bor i Holland                   |                          | 1963                       |                        |                              |
| Children of the World                         |                                     | Randi bor i Norge                      |                          | 1965                       |                        |                              |
| Children of the World                         |                                     | Noy bor i Thailand                     |                          | 1966                       |                        |                              |
| Children of the World                         |                                     | Matti bor i Finland                    |                          | 1968                       |                        |                              |
| De kinderen uit de Kabaalstraat               | Lotta kan al fietsen                | Visst kan Lotta cykla                  | Miek Dorrestein          | 1971                       | 1982                   |                              |
| De kinderen uit de Kabaalstraat               | Lotta versiert een kerstboom        | Visst kan Lotta nästan allting         | Marijke Haagsma          | 1965                       | 2002                   |                              |
| De kinderen uit de Kabaalstraat               | Lotta is best een vrolijk kind      | Visst är Lotta en glad unge            | Rita Törnqvist-Verschuur | 1990                       | 1990                   |                              |
| Michiel van de Hazelhoeve (Emil i Lönneberga) | Michiel en kleine Ida               | När lilla Ida skulle göra hyss         | Marleen Fröhlich         | 1984                       | 1990                   |                              |
| Michiel van de Hazelhoeve (Emil i Lönneberga) | Michiel de vliegen-vanger           | Emils hyss nr 325                      | Marleen Fröhlich         | 1970                       | 1986                   |                              |
| Michiel van de Hazelhoeve (Emil i Lönneberga) | Michiel viert feest                 | Inget knussel, sa Emil i Lönneberga    | Marleen Fröhlich         | 1986                       | 1987                   |                              |
| Peter & Lena                                  | Peter en zijn zusje                 | Jag vill också ha ett syskon           | M. van Marwijk Kooy      | 1971                       | 1979                   |                              |
| Peter & Lena                                  |                                     | Jag vill också gå i skolan             |                          | 1971                       |                        |                              |
| Pippi Langkous (Pippi Långstrump)             | Op stap met Pippi Langkous          | På rymmen med Pippi Långstrump         | Rita Törnqvist-Verschuur | 1971                       | 1972                   |                              |
| Pippi Langkous (Pippi Långstrump)             | Pippi en de dansende kerstboom      | Pippi Långstrump firar jul             | Maydo Kooy               | 1949                       | 2003                   |                              |
| Pippi Langkous (Pippi Långstrump)             |                                     | Pippi Långstrump har julgransplundring |                          | 1950                       |                        |                              |
| Pippi Langkous (Pippi Långstrump)             |                                     | Pippi Långstrump i Humlegården         |                          | 1945                       |                        |                              |
| Pippi Langkous (Pippi Långstrump)             | Pippi verhuist naar Villa Kakelbont | Pippi flyttar in                       | Maydo van Marwijk Kooy   | 1969                       | 1971                   |                              |
| Wij uit Bolderburen (Barnen i Bullerbyn)      | Winter in Boldenburen               | Jul i Bullerbyn                        | Marijke Haagsma          | 1963                       | 1980                   |                              |
| Wij uit Bolderburen (Barnen i Bullerbyn)      | Lente in Bolderburen                | Vår i Bullerbyn                        | Marijke Haagsma          | 1965                       | 1980                   |                              |
| Wij uit Bolderburen (Barnen i Bullerbyn)      | Kinderdag in Bolderburen            | Barnens dag i Bullerbyn                | Rita Verschuur           | 1961                       | 2007                   | een Verhalen uit Bolderburen |
| Tomte Tummetot (Tomten)                       | Tomte Tummetot                      | Tomte är vaken                         | Ineke Verschuren         | 1960                       | 1981                   |                              |
| Tomte Tummetot (Tomten)                       | Tomte en de vos                     | Räven och Tomten                       | Ineke Verschuren         | 1965                       | 1982                   |                              |

### Individuele boeken
| Titel (boek)                                                               | Oorspronkelijke titel                              | Vertaling                | Oorspronkelijke publicatie | Nederlandse publicatie | Opmerkingen en referenties |
| -------------------------------------------------------------------------- | -------------------------------------------------- | ------------------------ | -------------------------- | ---------------------- | -------------------------- |
| Katrientje wil oma helpen                                                  | Kajsa Kavat hjälper mormor                         | E. Rottier-Kolpe         | 1958                       | 1979                   |                            |
| Een kalf valt uit de hemel                                                 | När Bäckhultarn for till stan                      | Rita Törnqvist-Verschuur | 1989                       | 1989                   |                            |
| Kerstmis in de stal                                                        | Jul i stallet                                      | Andrea Princen-Hagen     | 1961                       | 2002                   |                            |
| Kalle de kleine stierenvechter                                             | När Adam Engelbrekt blev tvärarg                   | Rita Törnqvist-Verschuur | 1991                       | 1992                   |                            |
| Het draakje met de rode ogen                                               | Draken med de röda ögonen                          | Rita Törnqvist-Verschuur | 1985                       | 1986                   |                            |
| Magere Lat                                                                 | Skinn Skerping – Hemskast av alla spöken i Småland | Rita Törnqvist-Verschuur | 1986                       | 1987                   |                            |
| Ik wil nog niet naar bed                                                   | Jag vill inte gå och lägga mig!                    | Rita Törnqvist-Verschuur | 1947                       | 1988                   |                            |
| In Schemerland                                                             | I Skymningslandet                                  | Rita Törnqvist-Verschuur | 1994                       | 1994                   |                            |
| Mirabel                                                                    | Mirabell                                           | Maydo Kooy               | 2002                       | 2003                   |                            |
| Speelt mijn linde zingt mijn nachtegaal                                    | Spelar min lind, sjunger min näktergal             | Rita Törnqvist-Verschuur | 1959                       | 1985                   |                            |
| De rode vogel                                                              | Sunnanäng                                          | Marleen Fröhlich         | 1959                       | 2003                   |                            |
| Ridder Niels van Eka                                                       | Junker Nils av Eka                                 | Herma Vogel              | 1959                       | 1985                   |                            |
| Bart woont bij een kabouter                                                | Nils Karlsson-Pyssling flyttar in                  | E. Rottier-Kolpe         | 1956                       | 1979                   |                            |
| Anke en haar tweelingzusje                                                 | Allrakäraste syster                                | E. Rottier-Kolpe         | 1973                       | 1979                   |                            |
| Assar Bubbla of Hoe het boek over Pippi Langkous bijna verloren was gegaan | Assar Bubbla                                       | Rita Törnqvist-Verschuur | 1987                       | 1988                   |                            |
| Er zit een rover in het bos-bos-bos                                        | Ingen rövare finns i skogen                        | Rita Törnqvist-Verschuur | 1959                       | 1970                   |                            |
| Peter en Petra                                                             | Peter och Petra                                    | Rita Törnqvist-Verschuur | 2007                       | 2008                   |                            |
| Alles gaat slapen want nu is het nacht                                     | Alla ska sova                                      | Bette Westera            | 2019                       | 2019                   |                            |
| Verhalenreis. Van Junibacken tot Nangilima                                 | Sagoresan från Junibacken till Nangilima           | Rita Törnqvist-Verschuur | 2006                       | 2010                   |                            |

## Verzamelingen
| Titel (serie)                        | Titel (boek)                             | Oorspronkelijke titel                              | Oorspronkelijke publicatie | Opmerkingen en referenties |
| ------------------------------------ | ---------------------------------------- | -------------------------------------------------- | -------------------------- | -------------------------- |
| Sprookjes onder de kersenboom (2015) | Het draakje met de rode ogen             | Draken med de röda ögonen                          | 1985                       |                            |
| Sprookjes onder de kersenboom (2015) | Mirabel                                  | Mirabell                                           | 1949                       |                            |
| Sprookjes onder de kersenboom (2015) | Grote zus en kleine broer                | Stora syster och lille bror                        | 1950                       |                            |
| Sprookjes onder de kersenboom (2015) | Goud-Pia                                 | Gull-Pian                                          | 1950                       |                            |
| Sprookjes onder de kersenboom (2015) | Het prinsesje dat niet wilde spelen      | Prinsessan som inte ville leka                     | 1949                       |                            |
| Sprookjes onder de kersenboom (2015) | Wie het hoogst kan springen              | Hoppa högst                                        | 1950                       |                            |
| Sprookjes onder de kersenboom (2015) | Er zit een rover in het bos-bos-bos      | Ingen rövare finns i skogen                        | 1959                       |                            |
| Sprookjes onder de kersenboom (2015) | Onder de kersenboom                      | Under körsbärsträdet                               | 1950                       |                            |
| Sprookjes onder de kersenboom (2015) | De schapen van Kapela                    | Tu tu tu!                                          | 1959                       |                            |
| Sprookjes onder de kersenboom (2015) | De Smålandse stierenvechter              | Småländsk tjurfäktare                              | 1950                       |                            |
| Sprookjes onder de kersenboom (2015) | Ik wil niet naar bed                     | Jag vill inte gå och lägga mig!                    | 1947                       |                            |
| Sprookjes onder de kersenboom (2015) | Ridder Niels van Eka                     | Junker Nils av Eka                                 | 1959                       |                            |
| Sprookjes onder de kersenboom (2015) | Iets over Sammelagust                    | Lite om Sammelagust                                | 1950                       |                            |
| Sprookjes onder de kersenboom (2015) | In Schemerland                           | I Skymningslandet                                  | 1949                       |                            |
| Sprookjes onder de kersenboom (2015) | Pelle loopt weg                          | Pelle flyttar till Komfusenbo                      | 1950                       |                            |
| Sprookjes onder de kersenboom (2015) | Een spookverhaal                         | Skinn Skerping – Hemskast av alla spöken i Småland | 1986                       |                            |
| Sprookjes onder de kersenboom (2015) | Iets levends voor Lamme Karel            | Nånting levande åt Lame-Kal                        | 1950                       |                            |
| Sprookjes onder de kersenboom (2015) | Edit                                     | Märit                                              | 1950                       |                            |
| Sprookjes onder de kersenboom (2015) | De rode vogel                            | Sunnanäng                                          | 1959                       |                            |
| Sprookjes onder de kersenboom (2015) | De koekoek die Grapjas heette            | Lustig-gök                                         | 1949                       |                            |
| Sprookjes onder de kersenboom (2015) | Een meinacht                             | En natt i maj                                      | 1949                       |                            |
| Sprookjes onder de kersenboom (2015) | Peter en Petra                           | Peter och Petra                                    | 1949                       |                            |
| Sprookjes onder de kersenboom (2015) | Speelt mijn linde, zingt mijn nachtegaal | Spelar min lind, sjunger min näktergal             | 1959                       |                            |
| Sprookjes onder de kersenboom (2015) | Niels Ukkepuk                            | Nils Karlsson-Pyssling flyttar in                  | 1949                       |                            |
| Sprookjes onder de kersenboom (2015) | Karin Kordaat                            | Kajsa Kavat hjälper mormor                         | 1950                       |                            |
| Sprookjes onder de kersenboom (2015) | Het tweelingzusje                        | Allrakäraste syster                                | 1949                       |                            |
| Sprookjes onder de kersenboom (2015) | Welterusten, meneer de landloper!        | Godnatt, herr luffare!                             | 1950                       |                            |
| Sprookjes onder de kersenboom (2015) | Kerstmis in Zweden, lang geleden         | En jul i Småland för länge sen                     | 1993                       |                            |
| Sprookjes onder de kersenboom (2015) | Astrid Lindgren over zichzelf            |                                                    |                            |                            |

Het boek Rovers, draken & peperkoeken: alle verhalen van Astrid Lindgren bevat hetzelfde als het boek Sprookjes onder de kersenboom. Maar er zijn nog een paar extra verhalen: Nu gaan sneeuw en stormen weer hun gang (deel van het boek Madicken), Er zit een monster in de zak (deel van het boek Lotta versiert een kerstboom), O, wat hebben we het goed in Bolderburen (deel van het boek Wij uit Bolderburen), Twee echte zoete hartenlapjes, Blommers nog aan toe (deel van het boek Lotta uit de Kabaalstraat), Kijk, Madieke, het sneeuwt! (Titta, Madicken, det snöar!), Feestmaal bij tante Jenny (deel van het boek Wij uit Bolderburen), Malin (deel van het boek Samen op 't eiland Zeekraai?), Lotta kan alles in het geheim (deel van het boek Lotta versiert een kerstboom), Peperkoeken bakken (deel van het boek Wij uit Bolderburen), Michiel en de bedelstaf (deel van het boek Michiel viert feest)

## Biografieën

### Autobiografische boeken
| Titel (boek)                     | Oorspronkelijke titel                          | Vertaling                   | Oorspronkelijke publicatie | Nederlandse publicatie | Opmerkingen en referenties |
| -------------------------------- | ---------------------------------------------- | --------------------------- | -------------------------- | ---------------------- | -------------------------- |
| Het land dat verdween            | Samuel August från Sevedstorp och Hanna i Hult | Rita Törnqvist-Verschuur    | 1975                       | 1978                   | [ 2 ] [ 3 ]                |
| En hij zag dat het niet goed was | Min ko vill ha roligt                          | Mariyet Senders             | 1985-1989, 1990            | 1989                   | [ 4 ]                      |
| Oorlogsdagboek 1939-1945         | Krigsdagböcker 1939-1946                       | Janny Middelbeek-Oortgiesen | 2015                       | 2015                   | [ 5 ]                      |

### Overige biografieën
| Titel (boek)                                          | Auteur                                                                | Oorspronkelijke titel                           | Vertaling                              | Oorspronkelijke publicatie | Nederlandse publicatie | Opmerkingen en referenties |
| ----------------------------------------------------- | --------------------------------------------------------------------- | ----------------------------------------------- | -------------------------------------- | -------------------------- | ---------------------- | -------------------------- |
| Astrid Lindgren: haar leven in beelden                | Johan Erséus; met teksten van Astrid Lindgren en Margareta Strömstedt | Astrids bilder                                  | Rita Verschuur                         | 2006                       | 2007                   | [ 6 ]                      |
| Van Astrid tot Lindgren                               | Vladimir Oravsky, Kurt Peter Larsen                                   | Från Astrid till Lindgren                       | Marèse van de Zant                     | 2007                       | 2010                   | [ 7 ]                      |
| Astrid Lindgren. Een Herinnering.                     | Rita Verschuur                                                        | -                                               | -                                      | 2018                       | -                      |                            |
| Deze dag, een leven: de biografie van Astrid Lindgren | Jens Andersen                                                         | Denne Dag, Et Liv - En Astrid Lindgren-biografi | Lammy Post-Oostenbrink en Kor de Vries | 2014                       | 2016                   | [ 8 ]                      |
| Astrid Lindgren en haar werk.                         | Rita Verschuur                                                        | -                                               | -                                      | 1992                       | -                      |                            |
| Astrid Lindgren.                                      | Bea Ros                                                               | -                                               | -                                      | 1988                       | -                      |                            |

## Niet in het Nederlands vertaald
| Titel (boek)                                                   | Oorspronkelijke publicatie | Opmerkingen en referenties |
| -------------------------------------------------------------- | -------------------------- | --- |
| Britt-Mari lättar sitt hjärta                                  | 1944                       | [ 9 ] |
| Kerstin och jag                                                | 1945                       | [ 10 ] |
| Sex Pjäser for barn och ungdom                                 | 1950                       | Pippi Långstrumps liv och leverne, Mästerdetektiven Blomkvist, Huvudsaken är att man är frisk, En fästmö till låns, Jag vill inte vara präktig, Snövit.                   |
| Pjäser för barn och ungdom - andra samlingen                   | 1968                       | Ingen rövare finns i skogen; Jul hos Pippi Långstrump; Serverat, ers majestät; Rasmus, Pontus och Toker; Rasmus på luffen; Kalle Blomkvist, Nisse Nöjd och Vicke på vind. |
| Mitt Småland                                                   | 1987                       | [ 13 ] |
| Mitt barndomshem Näs: Astrid Lindgren berättar                 | 2007                       | [ 14 ] |
| Dina brev lägger jag under madrassen: en brevväxling 1971-2002 | 2012                       | [ 15 ] |
| Jag har också levat!                                           | 2016                       | [ 16 ] |
| 25 bilturer i Sverige                                          | 1939                       | [ 17 ] |
| Pomperipossa i Monismanien                                     | 1976                       | [ 18 ] |
| Vore jag Gud                                                   | 1975                       | |
| Skrållan och Sjörövarna                                        | 1967                       | [ 19 ] |
| Aldrig våld                                                    | 2018                       | [ 19 ] |